# Andrei Frascarelli
Andrei Frascarelli (Pederneiras, 21 de febrer de 1973) és un futbolista brasiler, que ocupa la posició de defensa.
Va destacar a les seleccions inferiors brasileres, i va participar en el Mundial sub-21 de 1991, quan hi tenia 18 anys. Per contra, no ha vestit la canarinha absoluta. Pel que a clubs, el brasiler ha militat a nombrosos conjunts del seu país, així com de l'Argentina, Alemanya o d'Espanya. Va quallar una bona temporada a l'Atlètic de Madrid el 1998, jugant 31 partits i marcant 4 gols.

## Clubs
- 89/90 XV de Jaú
- 91/93 Palmeiras
- 1993 Goiás
- 93/94 Flamengo
- 94/95 Fluminense
- 94/95 Rosario Central
- 95/97 Atlético Paranaense
- 97/98 Atlético de Madrid
- 98/99 Real Betis
- 98/99 Santos
- 99/00 Real Betis
- 00/04 Marília
- 04/05 LR Ahlen
- 07/... Rio Claro

## Títols
- Torneig Rio-São Paulo 1993
- Campionat Carioca 1995
- Bola de Prata 1995